# Japonvar
Japonvar là một đô thị thuộc bang Minas Gerais, Brasil. Đô thị này có diện tích 376,371 km², dân số năm 2007 là 8232 người, mật độ 24,3 người/km².